# Kip Thorne
Kip Thorne (n. 1 iunie 1940, Logan⁠(d), Utah, SUA) este un fizician relativist american, experimentator și teoretician, profesor la California Technological Institute, discipol al lui John A. Wheeler, coautor al cursului binecunoscut de gravitație. Este laureat al Premiului Nobel pentru Fizică 2017, împreună cu Rainer Weiss și Barry C. Barish, „pentru contribuții decisive la detectorul LIGO și observarea undelor gravitaționale”.

## Biografie
Thorne s-a născut într-o familie de mormoni, ambii profesori universitari,  D. Wynne Thorne și Alison (născut Cornish) Thorne, agronom și economist,dar cu toate acestea actualmente Kip Thorne se declară ateist. A luat licența în anul 1962 la California Technological Institute, iar ulterior a obținut gradul de doctor în domeniul fizicii relativiste sub auspiciile lui John Archibald Wheeler,în anul 1965, cu un subiect de geometrodinamică a sistemelor cu simetrie cilindrică, la Universitatea din Princeton.
A devenit profesor asociat în anul 1967 la California Technological Institute, profesor de fizică teoretică în anul 1970, William R. Kenan, Jr. Profesor de fizică teoretică în anul 1981, Feynman profesor de fizică teoretică în anul 1991 și Feynman profesor emeritus (concediat) de fizică teoretică din anul 2009. A urmat după concediere preocuparea pentru crearea de filme, inclusiv a creat filmul Interstellar,în colaborare cu Christopher Nolan.
Subiectele, la care secolul al XXI-lea ar trebui să dea răspuns, în opinia lui Thorne, sunt următoarele:
- Există, oare o fațetă întunecată a lumii, populată de găuri negre, materie întunecată?
- Putem oare observa nașterea Universului prin unde gravitaționale?
- Se va putea oare observa experimental manifestarea fenomenelor cuantice în lumea obiectelor de dimensiunea omului?

## Activitatea științifică
Obiectul principal al cercetărilor lui Kip Thorne îl constitutie relativitatea generalizată și evoluția obiectelor relativiste: pitice albe, stele neutronice, găuri negre. În afară de aceasta a studiat găurile de vierme, care ar putea să conecteze găurile negre cu cele albe (acestea din urmă fiind de fapt niște inversii ale găurilor negre-obiecte ce emit în schimbul absorbției) și care leagă domenii plate ale unor universuri diferite, gravitonii, care au fost preziși în anii 30 de Matvei P. Bronștein. Este mai ales cunoscut pentru controversata teorie a călătoriilor prin găurile de vierme. Dificultatea prinicpală constă în creșterea la infinit a mareeelor, ceeea ce ar face ca doar obiectele elementare să poată pătrunde prin ele. Ca răspuns autorii acestor ipoteze înaintează de asemenea ipoteza  teleportărilor.  Printre adepții acestor teorii se află Igor Novikov, Stephen Hawking, Roger Penrose. 
În anul 1973 a apărut cartea unanim recunsocută în plan mondial ca fundamentală pentru gravitație 
În anii 70 Thorne și coautorul său Ana Żytkow au prezis existența unor obiecte, care le poartă numele, și care au ca nucleu stele neutronice. Ele se prezintă ca niște supragigante roșii. În același timp autorii au prezis, că în următoarea etapă a evoluției aceste supragigante ar putea să se transforme în stelele foarte masive și fierbinți Wolf-Rayet. Unica modalitate de a verifica existența reală a unor asemenea obiecte ar fi observarea captărilor de neutroni rapizi, emiși de elementele grele, care ar putea să se conțină în stelele menționate.
Tot în anii 70 în colaborare cu Roger Blandford a publicat o lucrare fundamentală despre evoluția roiuliror de stele, care pot conduce la găuri negre cu mase de circa 10 de mii de stele- câteva mln de mase solare. Printre acestea s-ar putea afla și gaura neagră din centrul Galaxiei noastre. Această teorie este susținută de mulți fizicieni, dar în ultimii ani italienii Remo Ruffini și discipoli,(vezi: Jorge Rueda) au emis o ipoteză alternativă depsre originea neutrinică a găurii negre din centrul Căii Lactee, la baza căreia s-ar afla neutrinul lui Majorana. 
În ultimii ani interesul principal al lui Kip Thorne se concentrează asupra detectării undelor gravitaționale. Este inițiatorului proiectului LIGO, care vizează detectarea undelor gravitaționale de la surse cosmice îndepărtate: galaxii,  găuri negre, stele neutronice în coliziune. Una dintre contribuțiile cele mai recente o constituie anunțul detectării undelor gravitaționale de la două găuri negre cu masele de 36 și, respectiv 29 de mase solare coalescente, publicat în revista Physical Review la începutul anului 2016.

## Discipoli
Thorne a condus circa 50 de doctorate în domeniul fizicii relativiste. Printre discipoli: 
- William H.Press
- William L. Burke
- Sandor J. Kovacs
- David L. Lee
- Alan L. Lightman
- Don N. Page
- Richard H. Price
- Bernard F. Schutz
- Saul Teukolsky
- Clifford Martin Will

## Lucrări, Cărți publicate, cursuri
A publicat circa 500 de lucrări științifice, monografii, cursul de gravitație binecunoscut, larg cunoscute pe meridianele lumii

## Distincții, premii
Thorne este membru a 4 academii și societăți științifice din lume.
Este premiat cu 17 premii internaționale.
A fost membru al câtorva comitete științifice internaționale.
A fost desemnat în anul 2016 ca unul dintre 100 cei mai influenți americani de către revista "Time".